# バウム＝ウェルチアルゴリズム
バウム＝ウェルチアルゴリズム（英: Baum-Welch algorithm）とは、隠れマルコフモデル (HMM) の未知のパラメータを推定するアルゴリズムであり、音声や遺伝子などの系列データを解析するために使われる。フォワードバックワードアルゴリズムの一種である。名前の由来は Leonard E. Baum と Lloyd R. Welch。

## 概要
バウム＝ウェルチアルゴリズムは、一般化期待値最大化法 (GEM) である。HMMのパラメータ群（遷移確率と出力確率）について、訓練例の出力のみから最尤値と事後確率および最頻値の予測値を計算できる。
このアルゴリズムは以下の2段階から成る。
1. HMMの各状態について、前向き確率と後向き確率を計算する。
2. それに基づき、遷移-出力対の値の頻度を決定し、文字列全体の確率でそれを割る。これは特定の遷移-出力対の回数の期待値を計算することに相当する。特定の遷移が見つかる度に文字列全体の確率で割った遷移の商の値が上がっていき、それが遷移の新たな値となる。